# おしょうバズTV
『おしょうバズTV』（おしょうバズティービー）は、テレビ朝日・朝日放送テレビの共同制作により、テレビ朝日系列で2021年から毎年1月1日に放送されているバラエティ番組である。

## 概要
1999年から志村けんと所ジョージの両者による『志村&所の戦うお正月』が2020年元日まで放送されていたが、放送から2ヵ月の同年3月29日に志村が急死したことに伴って終了したため、その後継番組として放送開始。MCは志村に代わり、新たにバナナマン（設楽統・日村勇紀）が務めることになり、前番組に出演していた所も引き続きMCとして出演する。
なお、前番組を共同制作していた朝日放送テレビも本番組の共同制作に引き続き加わる。
内容は戦うお正月末期（2018年 - 2020年）の内容を引き継ぎ、家電やパッケージ、人、常識、流行語など、時代の移り変わりを様々な角度からクイズ企画で展開。
クイズはチーム戦から司会も含めた個人戦形式に変更、成績トップ3のパネラーに順位に応じたお年玉（当初と2024年は1位5万円・2位3万円・3位1万円、2023年・2025年は1位6万円・2位4万円・3位2万円）が贈られる。
2022年には本番組の企画の一つであった「若者の認知度調査」を発展させた特別番組として『ニンチド調査ショー』が2度放送され、その後同年9月29日よりレギュラー化された。そのため、当企画のみ本番組にて放送されることはなくなった。また、「ニンチド調査ショー」と当番組で一部スタッフが共通しているため「ニンチド調査ショー」でも同様の企画が放送されている。

## 出演者

### 司会・進行
- 所ジョージ
- バナナマン（設楽統・日村勇紀）
- 林美沙希（テレビ朝日アナウンサー）（2021年）
- 弘中綾香（テレビ朝日アナウンサー）（2022年 - 2023年、2025年）
- 斎藤ちはる（テレビ朝日アナウンサー）（2024年）

### ゲスト
2021年
- スタジオゲスト
  - 池田美優
  - 井森美幸 - 最終成績3位
  - 夏菜 - 日村勇紀・所ジョージと並び最終成績2位タイ
  - 横山裕（関ジャニ∞）
  - 吉村崇（平成ノブシコブシ） - 最終成績1位
- リポーター
  - 石原良純

2022年
- スタジオゲスト
  - 新井恵理那
  - 井森美幸 - 日村勇紀と並び最終成績3位タイ
  - ジェシー（SixTONES）
  - 髙橋ひかる
  - 吉村崇（平成ノブシコブシ） - 最終成績2位
  - このほか最終成績1位は設楽統。
- VTR出演
  - 飯尾和樹（ずん）
  - 与田祐希（乃木坂46）
  - 森田ひかる（櫻坂46）
  - 阿部祐二
  - 尾形貴弘（パンサー）

2023年
- スタジオゲスト
  - 吉村崇 - 最終成績2位
  - 西畑大吾（なにわ男子）
  - 前田敦子 - 最終成績3位
  - 井森美幸
  - 生見愛瑠
  - このほか最終成績1位は設楽統。
- VTR出演
  - 飯尾和樹
  - 古川優奈（ゆうちゃみ）
  - 阿部祐二
  - 藤波辰爾
  - 代走みつくに
  - チャンカワイ

2024年
- スタジオゲスト
  - 井森美幸
  - 片寄涼太（GENERATIONS） - 最終成績1位
  - 川島海荷
  - 東京ホテイソン
  - 古川優奈（ゆうちゃみ）
  - 吉村崇 - 最終成績2位
  - このほか最終成績3位は日村勇紀。
- VTR出演
  - あばれる君

2025年
- スタジオゲスト
  - 井森美幸
  - 小泉孝太郎
  - 佐藤大樹（FANTASTICS） - 最終成績2位
  - 野呂佳代
  - みなみかわ
  - 古川優奈（ゆうちゃみ）
  - 吉村崇 - 最終成績3位
  - このほか最終成績1位は日村勇紀。
- VTR出演
  - おいでやす小田
  - 菅原咲月（乃木坂46）
  - 東京ホテイソン

## 放送内容
主な企画
- 家の中から消えた物 - ずん・飯尾和樹らが古くからの民家等に赴いて、現代では見られなくなった日用品について調査するロケ企画を展開するとともに関連するクイズを出題。
- 最近聞かなくなった音クイズ - 昔のアイテムの音を題材に、VTRで若者に聞かせた感想の後問題の音を黒画面で再生した上で音の正体を答える。
- クイズこれって今の?昔の? - 主に商品のパッケージやロゴマークといった一定のテーマでまとめた複数の各種図柄を問題とし、フリップで現行（最新）の物を「今」・それ以外の物を「昔」[注 2]に分けて解答。全種正解で20点、1個不正解で10点、2個以上不正解で0点。正解発表VTRでは東京都内のスーパーマーケットで正解確認を行うロケを交える。
- 街の風景 - 東京都内の街頭の古写真を手がかりに、現在の場所を探しつつ街頭の文化の変遷を取り上げる。
- クイズ昔の答えは何だっけ? - 今と昔で正答が変わっているクイズを出題。問題の最初に年代を発表し、設定年代の答えを正答とする。序盤にノーヒントで正解すると10点、ヒントを貰って正解すると5点に減点。ヒントには主に現在の答えとなる物は正解では無い旨が発せられる。

かつて実施していた企画
- 若者の認知度 - 2021年と2022年のみ実施。10代の若者への街頭アンケートを元に若者からの反応VTRを交えて最近使われない物をランキング形式で紹介。前半は「最近使われない言葉認知度ランキング」として単語10語を挙げ若者認知度の低さでランキング化しスタジオでは1位の単語を予想、後半は「大人はよく使ったもの10代はわかるか?」として物品を伏せて若者の反応コメントから予想する形で各品毎にスタジオ解答者いずれか1名へ出題を行いながらランキングを発表する。前述の通り本企画を発展させた『ニンチド調査ショー』のレギュラー放送開始により2023年以降は実施されていない。

2021年
- 家電と日用品 - 飯尾と高橋ひかるが旧家や団地に赴き黒電話・CDラジカセといった家電やガス炊飯器・手書き電話帳といった日用品などを取り上げる。
- 音 - 「最近聞かなくなった音クイズ」として出題。チアホーン、殺虫灯などを取り上げた。
- 昔の常識 - 現代では見られなくなった昭和・平成の慣習の映像から10本を10代に見せた上で最も驚いたものを選ばせ「昭和から平成常識ランキング」として発表。
- ワイドショーの人気者 - 阿部祐二がバブルス、山梨県東漸寺の髪が伸びる人形の現在を取材。
- クイズこれって今の?昔の? - 正解発表VTRで福田成美がいさみ屋小竹向原店にて正解確認を行った。
- 野球 - 「往年の名選手は今でもHR打てる?」として松中信彦・中村紀洋・森本稀哲・鈴木尚典・佐伯貴弘・関本賢太郎が明治神宮野球場にてホームランを打てるかを検証しスタジオでは全解答者がホームランの成功を○✕の2択の札で予想する。VTR進行は大西洋平、また挑戦前のスイングチェックではティモンディがバッテリーを務めた。1人につき3球制でピッチングマシンによるストレートを打つ形で挑戦し、ホームラン達成者は無く✕が正解となった。
- 変化した看板商品 - 主力商品を大幅に転換した企業として富士フイルムの化粧品、カモ井加工紙のマスキングテープ、不易糊工業のハンドクリーム・フエキくんキャラクター商品を紹介。
- 街の風景 - 石原良純が前半に渋谷駅前・有楽町・品川駅港南口前を辿り、後半は渋谷エリア3ヶ所の古写真を用いての探索クイズを行った。
- 若者の認知度 - 「最近使われない言葉認知度ランキング」では10位から「ロン毛」「パラパラ」「チョベリバ」「ミステリーサークル」「VHS」「アドバルーン」「カーステ」「ベンジン」「アベック」「新春スターかくし芸大会」、「大人はよく使ったもの10代はわかるか?」は4つのアイテムから認知度の低さでランキング化し4位から「電子蚊取り機のマット」「フィルムケース」「ソックタッチ」「牛乳瓶のフタ開け」の結果となった。
- クイズ昔の答えは何だっけ?

2022年
- 家の中から消えた物 - 飯尾と前半に与田祐希（乃木坂46）・後半に森田ひかる（櫻坂46）が埼玉県の民家に赴き電卓・ワープロ・ラジカセといった家電やレースといった手芸品などを取り上げる。
- 最近聞かなくなった音クイズ -  - スーパーのレジスターや卒業証書の筒等を取り上げた。
- なんでも○○文化 - カード型・スケルトン・匂い付き・ドライフレーバー文化を紹介。
- 名曲イントロ - サブスクリプション音楽配信の普及で軽視されるようになった音楽のイントロに関し、小中学生に昭和・平成の名曲のイントロを聞かせた感想のVTRを見て曲名を答える。1問につき制限時間20秒とし最大20点でVTRが進むにつれ5点刻みで減点され不正解へのお手つきはなし。
- あの商品の不都合な真実 - 阿部祐二が昆虫採集セット、キャベツ太郎・うまい棒等の駄菓子といったかつて子供たちに親しまれた商品に関する隠された真実を直撃取材する。
- クイズこれって今の?昔の? - 正解発表VTRで尾形がベニースーパー佐野店にて正解確認を行った。
- 変化する街の風景 - 前年に同企画でのロケ出演を熱望した日村がロケに出向き前半に渋谷井ノ頭通り・恵比寿駅前・下北沢駅前・銀座シネパトス跡・原宿駅前を辿り、後半は新宿エリア3ヶ所の古写真を用いての探索クイズを行った。
- 若者の認知度 - 「最近使われない言葉認知度ランキング」は10位から「バーゲン」「ノストラダムスの大予言」「ナイター」「キセル」「iモード」「仲人」「ビッグエッグ」「PHS」「カール・ルイス」「忠臣蔵」、「大人はよく使ったもの10代はわかるか?」は5つのアイテムから認知度の高さでランキング化し5位から「自転車のハンドルカバー」「図書券」「ハブ毛」「オペラグラス」「フロッピーディスク」の結果となった。
- クイズ昔の答えは何だっけ?

2023年
- 家の中から消えた物 - 飯尾と古川優奈がロケに赴きボトルシップ、アコーディオンカーテン、ステンレス浴槽、ラジカセなどを取り上げた。
- 最近聞かなくなった音クイズ - パタパタ式案内表示機、蛍光灯、車の窓ハンドルを回す音などを取り上げた。
- なんでも○○文化 - 黄緑色・時計付き・カレンダー付き文化を紹介。
- 昔の画質VS最新技術 - 「過去映像はどっち?」と銘打って過去に撮影された風景映像とそれを元に改めて撮影し最新の映像技術で加工した再現映像を用意し正体を伏せ2つ並べて紹介し、どちらが古い映像かを予想するクイズを展開。藤波辰爾が1964年を再現した姫路城、代走みつくにが2005年を再現した陸別駅でのロケ映像にゲスト出演。
- あの雑誌広告の真実 - 阿部祐二が文字上達マシーンエーカン、記憶確認機Dr.キャツポー、睡眠学習機SLシータップ、透視メガネといった昭和期の雑誌広告に掲載されていた通信販売商品の効能を検証した。
- クイズこれって今の?昔の? - 正解発表VTRでチャンカワイがベニースーパー佐野店にて正解確認を行った。
- 東京写真ビフォー&アフター - 前年に引き続き日村が新宿駅南口・三軒茶屋・赤坂一ツ木通り・新宿歌舞伎町・虎ノ門を辿り、後半は渋谷エリア3ヶ所の古写真を用いての探索クイズを行った。
- 名曲イントロ - 「名曲イントロ早押しクイズ」として小中学生に昭和・平成の名曲のイントロを聞かせた感想のVTRを見て曲名を答える。
- クイズ昔の答えは何だっけ?

2024年
- 家の中から消えた物
- 東京写真ビフォー&アフター - 日村と吉村がかつての都内の風景を映した写真を見て、現在の都内のどこなのかを探し当て、街並みの移り変わりを発見する恒例企画。
- クイズ！これって今の？昔の？ - 商品パッケージや企業ロゴが現在使われているものか、今は使われていない古いものなのか当てる企画。
- お初CMクイズ - スタジオメンバーが出演した初めてのCMや、さまざまな過去の面白CMからクイズを出題。所やバナナマン、井森の初登場CMも公開された。
- 昔のCM映像はどれだ？ - 実際に撮影・放送されたCMと、番組スタッフが昔っぽく作成したCM風動画を見極める映像クイズ。
- クイズTHE熟成 - テレビ朝日のアーカイブに残る所・バナナマン・スタジオ出演者がかつて出演したクイズ番組で出題された問題の中から昔は正解できた問題に今でも正解できるかに挑戦する時空を超えたクイズ企画。
- 実は進化！気づかれてない企業努力 - おいでやす小田が企業努力によって実は知らない間に進化している身の回りのものを徹底調査。
- カバー曲のイントロで当てろ！ ネオイントロクイズ - 時代を超えたアレンジを聴き、元曲が何かを当てる新感覚イントロクイズ。

2025年
- 最近見なくなった商品 - おいでやす小田と菅原咲月（乃木坂46）が、生活にまつわるものを取り扱っているお店で最近見なくなった商品を徹底調査。
- 東京写真ビフォー&アフター - 日村と吉村がかつての都内の風景を撮影した写真を見て、現在の都内のどこなのかを探し当て、街並みの移り変わりを発見する恒例対決企画。
- クイズ！これって今の？昔の？ - 商品パッケージや企業ロゴが現在使われているものか、今は使われていない古いものなのか当てる恒例企画。
- 昔のCM映像はどれだ？ - 前年同様、実際に撮影・放送されたCMと、番組スタッフが昔っぽく作成したCM風動画を見極める映像クイズ。
- 懐かしCMに映るブレイク前有名人を探せクイズ！ - 現在に活躍中の芸能人が無名時代に出演したCMを見て誰が映り込んでいるのかを当てるクイズ。
- クイズ！1月1日 - 過去の1月1日（元日）当日の新聞テレビ欄を基にクイズを出題。

## スタッフ
第4回は令和6年能登半島地震発生、報道特別番組に切り替えたため、エンドロールなし。
- ナレーション：服部潤、落合福嗣
- 構成：伊藤正宏、町山広美、樅野太紀、矢野了平、日髙大介、川又唱史/鈴木工務店、佐藤俊明、木村仁
- TM：森山顕矩（テレビ朝日、第5回）
- TD/SW：廣瀬義幸（テイクシステムズ、第5回）
- カメラ：長﨑太資（第5回）
- VE：田辺帆風
- 音声：高橋英史
- 照明：中本明人（第5回）
- PS：三浦恵菜（第5回）
- TK：安達真理
- 音効：中島栄治
- 美術・デザイン：森永牧子（テレビ朝日、第1,3回-、第2回はデザインのみ）
- 美術進行：清水基恵
- 大道具：齋藤りの（第3回-）
- 小道具：塚谷将朗
- 造園：鈴木まさし
- 装飾：島田祥子（第5回）
- 特効：釜田智志（第2回-）
- ヘアメイク：川口カツラ
- 美術協力：テレビ朝日クリエイト
- 編集：奥山雄高（第3回-）
- MA：土屋翼（第3回-）
- 編成：清水正太郎・辻慈生（テレビ朝日、共に第5回）、森和樹・森川亜紀（朝日放送テレビ、森→第3回-、第1回はCP、森川→第5回）
- 宣伝：石田京子（テレビ朝日、第2回-）、藤田真由香（朝日放送テレビ、第5回）
- リサーチ：石井千鶴（第3回-）、齋藤克（第5回）
- ロケ技術：亀崎清史、小野誠、森洋一、岸本宗司、馬場元、三重野聖一郎（共に第5回）
- 技術協力：テイクシステムズ（第1回-）、CNインターボイス（第5回）、RAFT、FK STUDIO（共に第3回-）
- 映像協力：ACC・CM情報センター、高野光平(茨城大学)、高速戦隊ターボレンジャー(1989)©️東映（共に第5回）
- 写真協力：PIXTA、共同通信社（共に第5回）
- 制作協力：エスピーボーン、ABCリブラ、GUTS、tcj（tcj→第2回-）
- 物品税監修：税理士法人ダヴィンチ（第5回）
- AD：吉溪駿太朗、中西大登、早川翔夏、小野江凌亮、岡田真琴、山本優輝、井上翔太、吉住未来、竹本智織、中岡正太、井之上愛佳、竹本絵美/久保田雄大、田中輝一、大屋翔希、金澤花奈、清水拓道（久保田→第1,2,5回、第3回はディレクター、清水→第1,5回、吉溪→第2回-、早川・大屋→第3回-、中西・小野江・山本・井上・吉住・竹本智・中岡・井之上・竹本絵・田中・金澤→第5回）
- AP：反り目尚美（エスピーボーン）、野津彩乃、中野佑香、糸井綾珠、長谷吉洋、森美沙、安藤祐、廣中ゆかり（GUTS）（野津→第2回-、中野・糸井・長谷・森・安藤→第5回）
- ディレクター：北島清次、川跡友里、北圭吾、佐藤凌也、山本希江、後藤満里乃、石野将、中平達将（クリーク・アンド・リバー社）、池上健介/野村哲史・早川多祐（GUTS）、松尾雄輔（tcj）（後藤→第3回-、北島・川跡・北・佐藤・山本・石野→第5回）
- 演出：田中匡史（エスピーボーン、第5回、第1-3回はチーフディレクター）、持田謙二（第5回）
- プロデューサー：高橋佑輔（テレビ朝日、第5回）、大橋洋平（朝日放送テレビ、第5回、第2,3回はチーフプロデューサー）、徳江長政（エスピーボーン）、安西義裕（GUTS）、奈良井正巳・伊地智厚太（ABCリブラ、奈良井→第3回-、伊地智→第5回）、三浦謙太郎（第5回）、武蔵祐輝（クリーク・アンド・リバー社、第5回）
- プロデューサー・演出：増田哲英（テレビ朝日、第3回-、第1,2回は総合演出）
- ゼネラルプロデューサー：郷力大也（テレビ朝日、第5回）
- チーフプロデューサー：前田健太（朝日放送テレビ、第5回）
- 制作著作：テレビ朝日、朝日放送テレビ

### 過去のスタッフ
- 構成：須毛原淳（第1回）、森泉たつひで（第2回）、ビル坂恵（第3回）
- TM：福元昭彦（テレビ朝日、第1,2回）、大槻和也（テレビ朝日、第3回、第2回はカメラ）
- TD：時田将光（第1,2回）、斉藤紘志（第3回）
- カメラ：高橋広（第1回）、田代浩（第3回）
- 照明：小倉康裕（テレテック、第1,2回）、松原功幸（第3回）
- VTR：細谷公助（第1回）
- 美術：吉居真夏（第2回）
- 大道具：稲村健一（第1回）、森田亮（第2回）
- 電飾：黒瀬紗季（第2回）、黒野堅太郎（第3回）
- 装飾：宇都宮沙織（第1-3回）
- モニター：下園拓也（第1回）
- 編集：山本良（TSP、第1回）、中村哲夫（TSP、第1,2回）
- MA：川崎徹（TSP、第1回）、大形省一（TSP、第1,2回）、高橋友樹（第3回）
- 編成：新谷拓也・馬渕真太朗（テレビ朝日、共に第1回）、泉良樹（テレビ朝日）、西口貴史（朝日放送テレビ）（共に第2回）、岡村地郎・松尾健司（テレビ朝日、岡村→第2,3回、松尾→第3回）、鈴鹿相哉（朝日放送テレビ、鈴鹿→第1,3回）
- 宣伝：高橋夏子（テレビ朝日、第1回）、高橋寿英（朝日放送テレビ、第1-3回）
- リサーチ：柴田彩貴、安部亜里紗（共に第3回）
- 技術協力：TSP（第1,2回）、F・Force Studio、イメージランド、J-Crew（共に第3回）
- 協力：フォーミュレーション（第1,2回はリサーチ）、スコープ（第2回はリサーチ）（共に第3回）他
- AD：浅野洋司、中山侑美、武田翔、亀平菜緒、後藤雪乃、村田修平、田中隼人（共に第1回）、渡辺宗也、湯浅麻由（共に第1,2回）、女屋麻貴、古川葵（共に第1-3回）、手塚貴志、藤田剛（共に第1,3回）、森大輝、大塚まみ、白幡拓弥、原眞美、竹内佑、監物康太（共に第2回）、近藤勇太、吉村亮汰、鈴木隆太、石郷美紅（共に第2,3回）、牧野宏紀、龍田愛、池村実音花、曽我益千子、奥田雅侑（共に第3回）
- AP：古田早絵（第1,2回）、桜田江利子（第2,3回）、加藤綾花（第3回）
- ディレクター：近藤真帆（エスピーボーン）、星啓大、石川のりひさ、高山和大（フォルコム）、水上雄一朗（GUTS）、江藤博文（共に第1回）、水谷和一（クリーク・アンド・リバー社、第1,2回）、寺尾幸星、茂木孝太（共に第1-3回）、長谷川嘉紀（第2回）、眞木大輔、東頌三（エヂカラ）（共に第2,3回、眞木→第1回は真木名義）、嶋田武史、小松聡、門倉勝次（共に第3回）
- チーフディレクター：丸山憲司（第1-3回）、赤平卓（frame inf.、第2,3回）
- 演出：長久弦（GUTS、第1回）
- プロデューサー：桒山哲治（朝日放送テレビ）、越後圭輔（テレビ朝日）、宇和川隆（クリーク・アンド・リバー社）（共に第1回）、山下浩司（ABCリブラ、第1,2回）、山内智未（テレビ朝日）、芝聡（朝日放送テレビ）（共に第1-3回）
- ゼネラルプロデューサー：荒井祥之（テレビ朝日、第1回）、寺田伸也（テレビ朝日、第2,3回）

## その他
2024年1月1日は例年通り16時30分まで放送予定だったが、同日の16時10分頃に発生した令和6年能登半島地震関連の報道特別番組に切り替わったため、途中で打ち切られた。このため未放送分はお蔵入りとなり、後日振替放送とTVerの見逃し配信はなかったが、2025年1月1日の放送回で終盤の一部が放送された。なお、2025年1月1日はその震災特別番組『能登半島地震から1年 地震・豪雨 複合災害に備える』（テレビ朝日・北陸朝日放送共同制作、『ANNニュース』を含む。16時 - 17時・一部地域は16時55分まで）を放送するため、当番組は30分短縮の16時までとなった。